# František Čapek
František Čapek (Branice, 24 ottobre 1914 – Praga, 31 gennaio 2008) è stato un canoista cecoslovacco.

## Palmarès

### Olimpiadi
- Oro a Londra 1948 nel C1 10000 metri.

### Mondiali
- Argento a Mâcon 1954 nel C1 10000 metri.